# Carl Falker
Carl Falker, född 24 december 1732 i Stockholm, död 28 maj 1795 i Stockholm, var en svensk hovmarskalk.

## Biografi
Carl Falker föddes 1732 i Stockholm. Han var son till brukspatronen Anders Falker och Anna Maria Cedercreutz. Falker blev 22 oktober 1747 student vid Uppsala universitet och blev 1751 extra kanslist vid hovkanslersexpeditionen. Han blev 29 november 1754 hovjunkare och 2 september 1760 kammarherre hos kung Adolf Fredrik. Falker var 1770 ledamot av Stockholms stads brand- och försökringscontoirs överstyrelse och blev 1774 hovmarskalk. Han avled 1795 i Stockholm och begravdes 2 juni samma år i Vasaborgska graven i Riddarholmskyrkan. Vapnet som sattes upp kom att krossas av riddarhussekreteraren Axel Gabriel Silverstolpe. Falker efterlämnande en ansenlig förmögenhet av mer än 300 000 riksdaler.

### Egendom
Falker ägde Svartå bruk i Kvistbro socken. År 1763 kom Svartå bruk i hans ägo varpå han lät uppföra Svartå herrgård.

### Familj
Falker gifte sig 18 december 1763 i Stockholm med grevinnan Beata von Rosen (1742–1805), dotter till generalen Gustaf Fredrik von Rosen och grevinnan Teodora Beata Dücker. De fick tillsammans barnen Beata Maria Falker (1764–1805) som var gift med ministern Carl Bunge, Christina Charlotta Falker (1766–1835) som var gift med hovmarskalken Per Adolf Fock, Gustaf Anders Falker (1768–1768) och Hedvig Aurora Falker (1772–1772).